# Montagnac-d'Auberoche
 Montagnac-d'Auberoche  es una población y comuna francesa, situada en la región de Aquitania, departamento de Dordoña, en el distrito de Périgueux y cantón de Thenon.

## Demografía
| 130 | 102 | 96 | 99 | 111 | 105 |
| Para los censos de 1962 a 1999 la población legal corresponde a la población sin duplicidades (Fuente: INSEE [Consultar]) |     |    |    |     |     |